# Pavel Vošalík
Pavel Vošalík (* 17. července 1963 Jindřichův Hradec) je český diplomat. Byl náměstkem ministra zahraničí a podílel se v této funkci na dojednání Smlouvy mezi Českou republikou a Vatikánem. Byl českým velvyslancem v Jihoafrické republice (1997–2001), v letech 2004–2008 zastával úřad českého velvyslance v Kanadě, během jeho úřadu Kanada zrušila vízovou povinnost pro české občany. V roce 2008 byl jmenován novým velvyslancem České republiky u Svatého stolce, funkci zastával do roku 2018.
Od září 2018 do srpna 2023 byl zvláštním zmocněncem MZV pro implementaci jednotné zahraniční prezentace. V lednu 2024 se stal velvyslancem ČR v Irsku.